# Zehnkampf-Länderkampf der Männer 1959 BR Deutschland – Schweiz
| 12. Leichtathletik-Länderkampf mit bundesdeutscher Beteiligung 1959 | 12. Leichtathletik-Länderkampf mit bundesdeutscher Beteiligung 1959 |               |
| ------------------------------------------------------------------- | ------------------------------------------------------------------- | ------------- |
|                                                                     |                                                                     |               |
| Zehnkampf-Ländervergleich der Männer: BR Deutschland – Schweiz      |                                                                     |               |
| Austragungsort                                                      | Lörrach                                                             |               |
| Wettbewerbe                                                         | 1                                                                   |               |
| Datum                                                               | 3./4. Oktober 1959                                                  |               |
| 1. FRG 2. SUI                                                       | 41 Punkte 15 Punkte                                                 |               |
| Chronik                                                             |                                                                     |               |
| ← FRG-NLD (F)                                                       | JPN-FRG (M) →                                                       | JPN-FRG (M) → |

Der zwölfte Vergleich des Leichtathletik-Länderkämpfe mit bundesdeutscher Beteiligung 1959 bestand in einem Länderkampf der bundesdeutschen Männer gegen die Schweiz in der Disziplin Zehnkampf. Austragungsort am 3./4. Oktober war Lörrach.

## Wettbewerbe und Modus
Auf dem Programm stand ein Zehnkampf. Jede Nation stellte sechs Wettkämpfer, von denen die fünf Besten gewertet wurden. Die Punkte wurden nach folgendem Schema vergeben: Pl. 1: 11 P, Pl. 2: 9 P, Pl. 3: 8 P, Pl. 4: 7 P, …
Grundlage für die Punktevergabe der einzelnen Disziplinen im Zehnkampf war die Wertungstabelle von 1952.

## Ergebnis
Die bundesdeutschen Zehnkämpfer dominierten diesen Vergleich komplett. Sie belegten die Plätze eins bis sechs und lagen damit vor allen ihren Kontrahenten aus der Schweiz. In der Endabrechnung bedeutete das ein Ergebnis von 41 zu fünfzehn Punkten für die Bundesrepublik Deutschland.

## Legende
Kurze Übersicht zur Bedeutung der Symbolik – so üblicherweise auch in sonstigen Veröffentlichungen verwendet:
| NMW | keine Weite (No Mark) |

### Resultat
| Platz | Name                    | Nation | Punkte | 100 m  | Weit- sprung | Kugel- stoßen | Hoch- sprung | 400 m  | 110 m Hürden | Diskus- wurf | Stabhoch- sprung | Speer- wurf | 1500 m     |
| ----- | ----------------------- | ------ | ------ | ------ | ------------ | ------------- | ------------ | ------ | ------------ | ------------ | ---------------- | ----------- | ---------- |
| 01    | Joachim Janeke          | FRG    | 6611   | 11,5 s | 6,67 m       | 14,96 m       | 1,82 m       | 51,7 s | 15,7 s       | 41,13 m      | 3,60 m           | 53,25 m     | 4:43,8 min |
| 02    | Dieter Woytecki         | FRG    | 6429   | 11,4 s | 6,43 m       | 13,18 m       | 1,76 m       | 52,0 s | 15,0 s       | 42,95 m      | 3,10 m           | 56,48 m     | 4:43,6 min |
| 03    | Heinrich Buchgeister jr | FRG    | 6231   | 11,4 s | 6,43 m       | 12,85 m       | 1,85 m       | 50,0 s | 15,7 s       | 40,39 m      | 2,50 m           | 50,27 m     | 4:34,4 min |
| 04    | Willi Holdorf           | FRG    | 6204   | 11,8 s | 6,40 m       | 12,31 m       | 1,73 m       | 50,0 s | 15,9 s       | 40,78 m      | 3,00 m           | 45,52 m     | 4:39,0 min |
| 05    | Herbert Höfner          | FRG    | 6166   | 11,1 s | 6,50 m       | 10,67 m       | 1,82 m       | 50,1 s | 15,6 s       | 32,61 m      | 3,30 m           | 46,69 m     | 4:26,9 min |
| 06    | Klaus Nüske             | FRG    | 6045   | 10,9 s | 5,61 m       | 12,30 m       | 1,65 m       | 50,0 s | 15,2 s       | 35,21 m      | 3,60 m           | 55,03 m     | 5:15,8 min |
| 07    | Robert Zimmermann       | SUI    | 6010   | 11,5 s | 6,36 m       | 12,26 m       | 1,76 m       | 50,3 s | 16,5 s       | 37,25 m      | 3,50 m           | 42,40 m     | 4:25,4 min |
| 08    | Werner Aeppli           | SUI    | 5706   | 11,8 s | 6,79 m       | 13,19 m       | 1,70 m       | 50,0 s | 16,2 s       | 37,34 m      | 2,90 m           | 45,77 m     | 4:38,2 min |
| 09    | Manfred Huber           | SUI    | 5646   | 11,7 s | 6,24 m       | 10,76 m       | 1,65 m       | 53,2 s | 15,6 s       | 34,15 m      | 3,30 m           | 57,01 m     | 4:38,2 min |
| 10    | René Zryd               | SUI    | 5506   | 11,6 s | 6,52 m       | 12,03 m       | 1,70 m       | 50,9 s | 17,3 s       | 34,34 m      | 3,00 m           | 47,28 m     | 4:34,4 min |
| 11    | Ignaz Engster           | SUI    | 5442   | 11,2 s | 6,24 m       | 11,84 m       | 1,70 m       | 53,1 s | 17,4 s       | 36,46 m      | 3,60 m           | 46,28 m     | 5:00,8 min |
| 12    | Urs von Wartburg        | SUI    | 4634   | 11,8 s | 5,87 m       | 12,59 m       | 1,79 m       | 53,5 s | 16,3 s       | 31,46 m      | 2,90 m           | NMW         | 5:01,0 min |

Datum: 18./19. Juli